# 细枝李
细枝李是蔷薇科李属落叶灌木，分布于美国阿肯色、科罗拉多、堪萨斯、路易斯安那、新墨西哥、俄克拉荷马、得克萨斯。种加词的意思是纤细，描述的是其枝条。